# Anacathartis
Anacathartis é um gênero de traça pertencente à família Agonoxenidae.